# Cirolana tumulosa
Cirolana tumulosa är en kräftdjursart som beskrevs av Holdich, Harrison och Bruce 1981. Cirolana tumulosa ingår i släktet Cirolana och familjen Cirolanidae. Inga underarter finns listade i Catalogue of Life.